# Vanòsc
Vanosc és un municipi francès situat al departament de l'Ardecha i a la regió d'Alvèrnia-Roine-Alps. L'any 2007 tenia 861 habitants.

## Demografia

### Població
El 2007 la població de fet de Vanosc era de 861 persones. Hi havia 343 famílies de les quals 98 eren unipersonals (39 homes vivint sols i 59 dones vivint soles), 103 parelles sense fills, 118 parelles amb fills i 24 famílies monoparentals amb fills.
La població ha evolucionat segons el següent gràfic:
Habitants censats

### Habitatges
El 2007 hi havia 459 habitatges, 353 eren l'habitatge principal de la família, 66 eren segones residències i 39 estaven desocupats. 400 eren cases i 53 eren apartaments. Dels 353 habitatges principals, 267 estaven ocupats pels seus propietaris, 79 estaven llogats i ocupats pels llogaters i 8 estaven cedits a títol gratuït; 2 tenien una cambra, 10 en tenien dues, 57 en tenien tres, 106 en tenien quatre i 179 en tenien cinc o més. 257 habitatges disposaven pel capbaix d'una plaça de pàrquing. A 127 habitatges hi havia un automòbil i a 178 n'hi havia dos o més.

### Piràmide de població
La piràmide de població per edats i sexe el 2009 era:
| Homes | Edats   | Dones |
| ----- | ------- | ----- |
| 0     | 95 o +  | 0     |
| 4     | 90 a 94 | 0     |
| 4     | 85 a 89 | 8     |
| 4     | 80 a 84 | 4     |
| 20    | 75 a 79 | 8     |
| 12    | 70 a 74 | 24    |
| 20    | 65 a 69 | 32    |
| 40    | 60 a 64 | 24    |
| 8     | 55 a 59 | 24    |
| 28    | 50 a 54 | 12    |
| 44    | 45 a 49 | 32    |
| 32    | 40 a 44 | 36    |
| 28    | 35 a 39 | 20    |
| 28    | 30 a 34 | 24    |
| 32    | 25 a 29 | 12    |
| 16    | 20 a 24 | 20    |
| 20    | 15 a 19 | 28    |
| 40    | 10 a 14 | 24    |
| 20    | 5 a 9   | 20    |
| 8     | 0 a 4   | 8     |

## Economia
El 2007 la població en edat de treballar era de 535 persones, 398 eren actives i 137 eren inactives. De les 398 persones actives 370 estaven ocupades (210 homes i 160 dones) i 28 estaven aturades (13 homes i 15 dones). De les 137 persones inactives 58 estaven jubilades, 39 estaven estudiant i 40 estaven classificades com a «altres inactius».

### Ingressos
El 2009 a Vanosc hi havia 363 unitats fiscals que integraven 902,5 persones, la mediana anual d'ingressos fiscals per persona era de 15.628 €.

### Activitats econòmiques
Dels 24 establiments que hi havia el 2007, 1 era d'una empresa extractiva, 2 d'empreses alimentàries, 4 d'empreses de fabricació d'altres productes industrials, 3 d'empreses de construcció, 3 d'empreses de comerç i reparació d'automòbils, 4 d'empreses de transport, 1 d'una empresa d'hostatgeria i restauració, 1 d'una empresa d'informació i comunicació, 2 d'empreses immobiliàries, 1 d'una empresa de serveis, 1 d'una entitat de l'administració pública i 1 d'una empresa classificada com a «altres activitats de serveis».
Dels 5 establiments de servei als particulars que hi havia el 2009, 1 era una oficina de correu, 1 fusteria, 1 electricista i 2 restaurants.
Dels 3 establiments comercials que hi havia el 2009, 1 era una fleca, 1 una carnisseria i 1 una sabateria.
L'any 2000 a Vanosc hi havia 39 explotacions agrícoles que ocupaven un total de 561 hectàrees.

## Equipaments sanitaris i escolars
El 2009 hi havia 2 escoles elementals.

## Poblacions més properes
El següent diagrama mostra les poblacions més properes.